# 19570 Jessedouglas
19570 Jessedouglas (1999 LH6) là một tiểu hành tinh vành đai chính được phát hiện ngày 13 tháng 6 năm 1999 bởi P. G. Comba ở Prescott.